# La timba de Triskelion
"La timba de Triskelion" (títol original en anglès "The Gamesters of Triskelion") és el setzè episodi de la segona temporada de la sèrie de televisió de ciència-ficció estatunidenca Star Trek. Escrit per Margaret Armen i dirigit per Gene Nelson, es va emetre per primera vegada el 5 de gener de 1968.
En l'episodi, el capità Kirk i els seus companys són segrestats com a esclaus i entrenats per lluitar com a gladiadors per a l'entreteniment de tres éssers incorporis.

## Argument
La nau estel·lar de la Federació Enterprise inspecciona una estació no tripulada a Gamma II. El capità Kirk, l'oficial de comunicacions tinent Uhura i el navegador Chekov intenten transportar, però desapareixen abans que el sistema s'activi. El comandant Spock ordena buscar-los i descobreix un rastre d'ions.
Kirk, Uhura i Chekov es troben en un camp de gladiadors en un planeta estrany. Són atacats per quatre humanoides i sotmesos. Galt, Mestre Thrall de Triskelion, els informa que seran entrenats en jocs per entretenir els seus amos, els Proveïdors. Cadascun està equipat amb un "collaret d'obediència" que s'activa quan desobeeixen les ordres de Galt. A Uhura, Chekov i Kirk se'ls assigna "thralls de formació" individuals: Lars, Tamoon i Shahna, respectivament. Després d'un període de formació, els Proveïdors licitan pels nous esclavs en la seva moneda, "quatloos".
Mentre corre entre antigues ruïnes fora de l'arena, Kirk intenta obtenir informació sobre els Proveïdors de Shahna, però el seu coll s'activa quan parla massa lliurement. Kirk protesta que hauria d'haver estat ell el castigat, i quan tornen a les seves cel·les, Shahna expressa el seu agraïment per això. Quan ella es mou per abraçar-lo, Kirk la deixa inconscient i fa servir la seva clau per alliberar-se, amb Uhura i Chekov, però Galt els atura.
L' Enterprise segueix el rastre dels ions, trobant un planeta amb un assentament humanoide. Com a Spock i el director mèdic Dr. McCoy es preparen per transmetre, la veu del Proveïdor U els adverteix que no es transportin. També s'escolta la veu de Kirk, i els posa al dia. Kirk desafia els Proveïdors a mostrar-se i es troba en una cambra subterrània; Els Proveïdors són tres cervells sense cos. Kirk els ofereix una aposta: ell i els seus dos oficials lluitaran amb el mateix nombre d'esclaus. Si Kirk i el seu grup guanyen, els Proveïdors ensenyaran als esclau a governar-se. Si perden, la tripulació de l’ Enterprise es convertirà en esclaus. Kirk els avergonyeix indicant "Com és que els humans poden ensenyar cultures primitives, però els proveïdors diuen que no ho poden fer". Els proveïdors estan d'acord, estipulant que Kirk ha de lluitar sol contra tres esclaus.
Mentre la tripulació de l' Enterprise mira des del vaixell, Kirk mata dos esclaus i n'insulta un tercer. Galt envia a Shahna. Kirk la sotmet i ella es rendeix. Els proveïdors declaren que Kirk ha guanyat l'aposta i ha desbloquejat els collars dels esclaus. Shahna expressa el desig de seguir Kirk fins a les estrelles, però ell respon que ella i els altres esclaus primer han d'aprendre a viure en la seva nova llibertat.

## Doblatge al català
L’episodi va ser doblat al català pels estudis Tecni-3 (primera part) i Diálogo (segona part) i emés a TV3 l’any 1989.
| Personatge                | Actor/actriu        | Veu en català                      |
| ------------------------- | ------------------- | ---------------------------------- |
| James T. Kirk             | William Shatner     | Jordi Boixaderas                   |
| Spock                     | Leonard Nimoy       | Isidre Sola i Llop                 |
| Leonard McCoy             | DeForest Kelley     | Eduard Lluís Muntada               |
| Montgomery Scott 'Scotty' | James Doohan        | Joan Carles Gustems Domènec Farell |
| Nyota Uhura               | Nichelle Nichols    | Glòria Roig Azucena Díaz           |
| Hikaru Sulu               | George Takei        | Jaume Nadal Enric Cusí             |
| Pavel Chekov              | Walter Koenig       | Quim Roca Pep Madern               |
| Galt                      | Joseph Ruskin       | Joaquim Cardona                    |
| Shahna                    | Angelique Pettyjohn | Sílvia Vilarrasa                   |
| Lars                      | Steve Sandor        | Gai Soler                          |
| Primer Proveïdor          | Bartell LaRue       | Enric Arquimbau                    |
| Segon Proveïdor           | Walker Edmiston     | Emili Freixas                      |
| Tercer Proveïdor          | Bob Johnson         | Roger Peña                         |
| Tinent Leslie             | Eddie Paskey        | Enric Isasi-Isasmendi              |

## Impacte cultural
El duel va ser parodiat a l'episodi dels Simpsons "Deep Space Homer", amb científics de la NASA mirant i apostant quatloos mentre Homer Simpson lluita contra Barney Gumble en una arena mentre sona el tema de batalla "Trek" .
El discurs de Kirk a Shahna sobre l'amor es va fer referència a l'episodi South Park "Hooked on Monkey Fonics". L'escena de l'episodi de South Park està extret d'aquest episodi de Star Trek "complet amb música incidental similar".
La popular frase ganxo de Star Trek "Treu-me d'aquí, Scotty" és una cita errònia comuna, i The Oxford Dictionary of Quotations indica que l'equivalent més proper és la frase pronunciada en aquest episodi: "Scotty, beam us up." (Scotty, treu-nos d'aquí)

## Estudis de televisió
L'episodi ha estat esmentat i discutit en una sèrie de treballs d'estudis de televisió. A Batman Unmasked: Analyzing a Cultural Icon (2013), l'episodi es compara amb la parella d'episodis "Green Ice/Deep Freeze" a la sèrie de televisió Batman dels anys 60. "la timba de Triskelion" també es descriu a Modern Amazons: Warrior Women on Screen (2006), amb el personatge Shahna vestit amb "vestiment tradicional amazònic" i l'episodi es posa com a exemple de dominació femenina. Els autors també observen que l'episodi va ser un dels episodis minoritaris de Star Trek de la sèrie original escrita per una dona (17 dels seus 79 episodis van ser escrits o co-escrits per dones) i que Margaret Armen va ser un "veterà de programes de dones guerreres com Wonder Woman i The Big Valley", tot i que l'episodi solitari d'Armen a Wonder Woman data d’alguns anys després que Star Trek va deixar de produir-se.
Els temes de la religió i la filosofia d'aquest episodi es discuteixen a la crítica detallada de Robert Asa a l'episodi de Star Trek "Qui plora pels déus?" Asa assenyala que les figures de Déu, com les que apareixen a "La timba de Triskelion" són "constantement decebedors, decadents i/o perillosos" i que específicament els Proveïdors de Triskelion utilitzen "humanoides com a joc per diversió personal". L'episodi "La timba de Triskelion" és citat pel crític literari i mediàtic estatunidenc Paul A. Cantor com a exemple de "la fi de la història". En una nota a peu de pàgina del seu treball de 2001, Cantor fa paral·lelismes entre aquest episodi i la filosofia hegeliana, fent referència a la predicció d'Alexandre Kojève sobre el joc i concloent que Kirk va arrossegar els Triskelions "de tornada a la història […] reinaugurant una mena de dialèctica hegeliana de mestres i esclaus".

## Detalls de producció
Va ser produït després que John Meredyth Lucas hagués pres el relleu de Gene L. Coon com a productor de línia del programa a petició d'aquest últim. Gerald Perry "Jerry" Finnerman va ser el director de fotografia durant l'interinatge, i el seu protegit cinematogràfic, Al Francis, va ser l'operador de càmera en cap.
L'episodi s'anomenava originalment "The Gamesters of Pentathlan". l guió original deia a Sulu en comptes de Chekov, però George Takei estava fora rodant The Green Berets en aquell moment.

## Recepció
El 2017, Den of Geek va classificar aquest episodi com el 12è "millor pitjor" episodi de Star Trek de la sèrie original, assenyalant el seu valor d'entreteniment.
El 2016, TVline va classificar-lo com un dels vint millors moments de Star Trek, quan Kirk no sols salva la vida del seu oponent derrotat, sinó que també convenç a l'autoritat alienígena de permetre una sortida a una societat lliure.